# Registre national des lieux historiques dans le comté de Placer

Localisation du comté de Placer en Californie

Ceci est la liste des lieux historiques inscrits sur le registre national dans le comté de Placer en Californie.
C'est censé être une liste exhaustive des propriétés et des districts des lieux historiques du registre national dans le comté de Placer, en Californie. Les coordonnées de latitude et longitude sont fournies pour la plupart des propriétés et les districts du registre national ; ces localisations peuvent être aperçus sur Google Map.
Il y a 34 propriétés et districts répertoriés sur le registre national dans le comté.

## Liste actuelle
| Position | ID        | Type | Nom                                         | Localisation | Ville               | Date d'inscription | Image | Coordonnées                          | Description |
| -------- | --------- | ---- | ------------------------------------------- | --- | ------------------- | ------------------ | ----- | ------------------------------------ | --- |
| 1        | 11000935  | NRHP | Auburn City Hall and Fire House (en)        | 1103 High St. | Auburn              | 19 décembre 2011   |       | 38° 53′ 54″ nord, 121° 04′ 13″ ouest | |
| 2        | 11000936  | NRHP | Auburn Fire House No. 1 (en)                | El Dorado St. & Lincoln Way | Auburn              | 19 décembre 2011   |       | 38° 54′ 14″ nord, 121° 03′ 59″ ouest | |
| 3        | 11000937  | NRHP | Auburn Fire House No. 2 (en)                | Coin des rues Washington, Main, & Commercial. | Auburn              | 19 décembre 2011   |       | 38° 53′ 45″ nord, 121° 04′ 50″ ouest | |
| 4        | 11000938  | NRHP | Auburn Grammar School                       | 1225 Lincoln Way | Auburn              | date=2012-3-2      |       | 38° 53′ 52″ nord, 121° 04′ 30″ ouest | |
| 5        | 11000939  | NRHP | Auburn Masonic Temple (en)                  | 948 Lincoln Way | Auburn              | 19 décembre 2011   |       | 38° 53′ 56″ nord, 121° 04′ 15″ ouest | |
| 6        | 11000153  | NRHP | Auburn Public Library (en)                  | 175 Almond St. | Auburn              | 31 mars 2011       |       | 38° 53′ 59″ nord, 121° 04′ 19″ ouest | |
| 7        | 13000141  | NRHP | Irene Burns House                           | 405 Linden Ave. | Auburn              | 9 avril 2013       |       | 38° 53′ 55″ nord, 121° 04′ 00″ ouest | |
| 8        | 12000375  | NRHP | California Granite Company (en)             | 5255 Pacific St. | Rocklin             | 3 juillet 2012     |       | 38° 47′ 21″ nord, 121° 14′ 08″ ouest | |
| 9        | 09000199  | NRHP | Carnegie Library                            | 557 Lincoln St. | Roseville           | 10 avril 2009      |       | 38° 45′ 13″ nord, 121° 17′ 07″ ouest | |
| 10       | 11000534  | NRHP | Chapel of the Transfiguration (en)          | 855 W. Lake Blvd. | Tahoe City          | 18 août 2011       |       | 39° 09′ 12″ nord, 120° 08′ 50″ ouest | |
| 11       | 99001564  | NRHP | Colfax Freight Depot (en)                   | 7 Main St. | Colfax              | 17 décembre 1999   |       | 39° 06′ 04″ nord, 120° 57′ 11″ ouest | |
| 12       | 98001605  | NRHP | Colfax Passenger Depot (en)                 | Main St. and Railroad Ave. | Colfax              | 15 janvier 1999    |       | 39° 05′ 58″ nord, 120° 57′ 08″ ouest | |
| 13       | 100001384 | NRHP | Earl Crabbe Gymnasium                       | Agard St. | Auburn              | 31 juillet 2017    |       | 38° 53′ 42″ nord, 121° 04′ 13″ ouest | |
| 14       | 16000003  | NRHP | DeWitt General Hospital (en)                | 1st St. & Bell Ave. | Auburn              | 12 février 2016    |       | 38° 56′ 31″ nord, 121° 06′ 14″ ouest | |
| 15       | 73000419  | HD   | Dutch Flat Historic District                | Main and Stockton Sts. | Dutch Flat          | 28 mars 1973       |       | 39° 12′ 17″ nord, 120° 50′ 05″ ouest | |
| 16       | 10000118  | NRHP | El Toyon                                    | 211 Brook Rd. | Auburn              | 31 mars 2010       |       | 38° 53′ 46″ nord, 121° 03′ 41″ ouest | |
| 17       | 10000503  | NRHP | Fiddyment Ranch Main Complex                | 4440 Phillip Rd. | Roseville           | 26 juillet 2010    |       | 38° 47′ 07″ nord, 121° 22′ 38″ ouest | |
| 18       | 78000733  | NRHP | Griffith House                              | 7325 English Colony Way | Penryn              | 19 décembre 1978   |       | 38° 51′ 08″ nord, 121° 09′ 55″ ouest | |
| 19       | 77000322  | NRHP | Griffith Quarry (en)                        | Taylor Rd. | Penryn              | 20 octobre 1977    |       | 38° 50′ 58″ nord, 121° 09′ 44″ ouest | |
| 20       | 76000507  | NRHP | Haman House                                 | 424 Oak St. | Roseville           | 17 novembre 1976   |       | 38° 44′ 49″ nord, 121° 17′ 04″ ouest | |
| 21       | 81000713  | NRHP | Lake Tahoe Dam (en)                         | SR 89 at Truckee River | Tahoe City          | 25 mars 1981       |       | 39° 10′ 01″ nord, 120° 08′ 38″ ouest | |
| 22       | 90001814  | NRHP | Lincoln Public Library                      | 590 Fifth St. | Lincoln             | 10 décembre 1990   |       | 38° 53′ 29″ nord, 121° 17′ 26″ ouest | |
| 23       | 92000854  | NRHP | Michigan Bluff-Last Chance Trail            | De Michigan Bluff NE jusqu'à Last Chance | Michigan Bluff (en) | 26 juin 1992       |       | 39° 04′ 38″ nord, 120° 40′ 59″ ouest | |
| 24       | 04000014  | NRHP | Mountain Quarries Bridge (en)               | Nord de la fourche de la rivière American | Auburn              | 11 février 2004    |       | 38° 54′ 46″ nord, 121° 02′ 30″ ouest | |
| 25       | 82002225  | NRHP | Newcastle Portuguese Hall                   | Taylor Rd. | Newcastle           | 25 mars 1982       |       | 38° 52′ 25″ nord, 121° 08′ 24″ ouest | |
| 26       | 11000940  | NRHP | Oddfellows Hall (en)                        | 1256 Lincoln Way | Auburn              | 19 décembre 2011   |       | 38° 53′ 52″ nord, 121° 04′ 30″ ouest | Maison à l'italienne en briques de trois étages de IOOF Lodge No. 7, fondée en 1852. Henry T. Holmes, bâtisseur du Hall, était un 49er et un père fondateur d'Auburn. |
| 27       | 70000138  | HD   | Old Auburn Historic District (en)           | Délimité approximativement par les rues Maple, Commercial, Court, Washington, Spring, et Sacramento.                                                  | Auburn              | 29 décembre 1970   |       | 38° 53′ 39″ nord, 121° 04′ 34″ ouest | |
| 28       | 72000245  | HD   | Outlet Gates and Gatekeeper's Cabin         | U.S. 89 à l'embouchure de la rivière Truckee | Tahoe City          | 13 décembre 1972   |       | 39° 10′ 00″ nord, 120° 08′ 33″ ouest | |
| 29       | 11000941  | NRHP | Placer County Bank                          | 874 Lincoln Way | Auburn              | 19 décembre 2011   |       | 38° 54′ 01″ nord, 121° 04′ 09″ ouest | |
| 30       | 02001391  | NRHP | Stevens Trail                               | Délimité approximativement par Iowa Hill, le canyon de la fourche nord de la rivière American, jusqu'à Secret Ravine, le sommet de la crête de Colfax | Colfax              | 20 novembre 2002   |       | 39° 06′ 52″ nord, 120° 54′ 17″ ouest | |
| 31       | 73000420  | NRHP | Strap Ravine Nisenan Maidu Indian Site (en) | 1970 Johnson Ranch Dr. | Roseville           | 8 janvier 1973     |       | 38° 44′ 19″ nord, 121° 14′ 45″ ouest | |
| 32       | 100011384 |      | Summit Camp                                 | Donner Pass Road | Norden              | 13 décembre 2024   |       | Coordonnées manquantes               | Vestiges d'un camp d'ouvriers chinois du XIXe siècle qui construisaient la voie ferrée voisine - S'étend jusqu'au comté de Nevada                                     |
| 33       | 78000734  | HD   | Summit Soda Springs                         | Sud-est de Soda Springs | Soda Springs        | 15 décembre 1978   |       | 39° 14′ 48″ nord, 120° 19′ 30″ ouest | |
| 34       | 79000518  | NRHP | Watson Log Cabin (en)                       | 560 N. Lake Blvd | Tahoe City          | 24 août 1979       |       | 39° 10′ 17″ nord, 120° 08′ 20″ ouest | |
| 35       | 01000331  | NRHP | Woman's Club of Lincoln (en)                | 499 E St. | Lincoln             | 30 mai 2001        |       | 38° 53′ 29″ nord, 121° 17′ 19″ ouest | |